# Gratot
Gratot è un comune francese di 698 abitanti situato nel dipartimento della Manica nella regione della Normandia.

## Storia

### Simboli
Lo stemma è stato adottato dal comune il 1º aprile 2019.
I due leopardi d'oro in campo rosso sono il simbolo della Normandia; le cinquefoglie rosse sono riprese dal blasone della famiglia d'Argouges; la torre è una rappresentazione del castello in rovina, su campo verde, colore simbolo della terra e dell'agricoltura.

## Società

### Evoluzione demografica

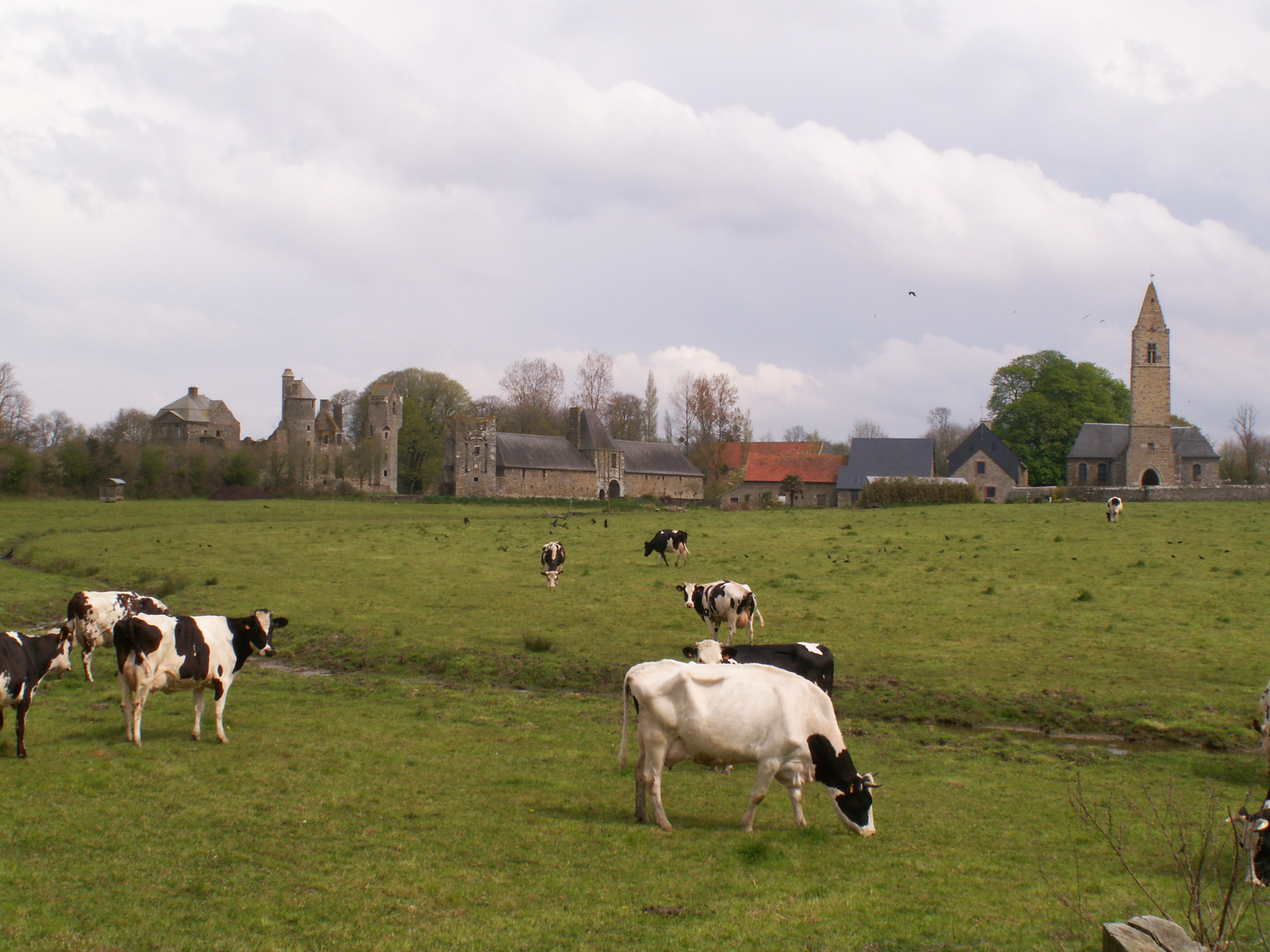
Castello e chiesa di Gratot

Abitanti censiti